# Мезомолекула
Мезомоле́кула (рос. мезомолекула, англ. mesomolecule, нім. Mesomolekül n) — молекула, в якій хімічний зв'язок між атомами спричинюється негативно зарядженою мю-частинкою — мюоном. 
Зіштовхуючись з атомами і молекулами, негативно заряджені мюони і мезони можуть замінювати один з електронів атомної оболонки і утворювати мезоатоми і мезомолекули.
Хімічне перетворення мезомолекул вивчається/досліджується мезонною хімією.
Коефіцієнти формування мезомолекули можуть розраховуватися в теплових та епітермальних областях без застосування стандартного наближення диполя.